# Fanny Mikey
Fanny Elisa Mikey Orlanszky (Buenos Aires, Argentina; 26 de diciembre de 1930 - Cali, Colombia; 16 de agosto de 2008) fue una actriz, directora y empresaria de teatro argentina, nacionalizada colombiana, llamada también La Reina del Teatro o La Reina de las Tablas. Desde 1988 fue impulsora y directora del Festival Iberoamericano de Teatro de Bogotá, uno de los más destacados encuentros teatrales de todo el mundo. Fundadora La fundación Teatro Nacional 

## Biografía
Hija de Mónica Orlansky y Camilo Mickey, nacida en la capital argentina en 1930, en una familia de judíos lituanos. Inicialmente vivió en Argentina su familia eran inmigrantes de origen lituano, tenían planes para su hija: querían que fuera abogada o contadora pública. Ella misma contó que a los siete años, su papá la obligaba a hacer las cuentas del negocio familiar: una fábrica de tejidos. Ese aprendizaje “forzado” terminaría siendo, años más tarde, la puerta de entrada para administrar la industria teatral en la que se movió. Escapó de su casa a los 16 años. Durante un tiempo trabajó como contadora para una empresa de juguetes y participó brevemente en un programa de televisión de ejercicios, desde allí empezó a incursionar en la actuación, donde conoció a Pedro Martínez y Enrique Buenaventura, dramaturgo colombiano. Tras la prohibición de desarrollar su carrera en Argentina por la dictadura de Pedro Eugenio Aramburu debió partir al exilio.
Llegó a Colombia en 1958 tras el actor Pedro Martínez, de quien estaba enamorada y quien había llegado a Colombia interesado en participar en el naciente mundo de la televisión. Tiempo después conoce a Luis Enrique Álvarez con quien adoptó a su hijo Daniel Álvarez Mikey. Su pareja con Martínez, ocho años después, también terminó, y Fanny regresó a la Argentina y poco tiempo después volvió a Colombia para quedarse. Esta vez se instaló en Bogotá para ser parte del recién fundado Teatro Popular de Bogotá (TPB), donde participó en decenas de espectáculos grupales y unipersonales y creó La Gata Caliente, el primer café concert de Bogotá. 
Durante los años 70, apoyó diferentes formas de organización cultural. Por ejemplo, en 1970, promovió que el grupo Colinox Unidos, conformado por Édgar Restrepo, Álvaro Díaz y Humberto Caballero, organizaran conciertos de rock en el TPB, hoy Espacio Odeón. Esta alianza permitió que, durante dos años, diferentes grupos bogotanos tocaran en el espacio "Lunes de TPB", inaugurado en 1970 por el grupo Columna de Fuego.
Fanny Mikey actuó en más de sesenta obras de teatro, trabajó en cine y televisión, participó de café-concerts, y dirigió media docena de piezas. Por eso la apodaron la “reina de las tablas”.
Fanny falleció el 16 de agosto de 2008 a los 77 años.

## Obras de teatro
1. Yerma de Federico García Lorca
2. La dama del alba de Alejandro Casona
3. Los guardianes de las murallas de William Saroyan
4. Accidentes de trabajo de Darío Nicodemi
5. El gesto y el verbo de Amore y otros
6. Rosina es frágil de Gregorio Martínez Sierra
7. Marido y mujer de Ugo Betti
8. Subterráneo de V. Carreno
9. Del brazo y por la calle de A. Mook
10. Sueño de una noche de verano de W. Shakespeare
11. Historias para ser contadas de Osvaldo Dragún
12. El amor de los cuatro coroneles de Peter Ustinov
13. Edipo rey de Sófocles
14. El monumento de Enrique Buenaventura
15. A la diestra de Dios Padre de Carrasquilla - Buenaventura
16. La loca de Chaillot de Jean Giraudoux
17. Llegaron a una ciudad de J. B. Priestley
18. La discreta enamorada de Lope de Vega
19. La zorra y las uvas de Guillermo Figuereido
20. Jazmin Rose de E. Buenaventura
21. La casa de Bernarda Alba de Federico García Lorca
22. Arsénico y encaje antiguo de Joseph Kesselring
23. Lecho nupcial de J. de Hartog
24. La fierecilla domada de W. Shakespeare
25. La Celestina de Fernando de Rojas
26. El bello indiferente de Jean Cocteau
27. Los adioses de Martínez y otros
28. Arrabal y tango
29. Buenos Aires 2x4 P. de Martínez y otros
30. Una broma de Quevedo de A. Mook
31. La sal y el oro de Karel Ditler
32. La posadera de Goldoni
33. Tartufo de Molière
34. Julio César de William Shakespeare
35. Pluft, el fantasmita de María Clara Machado
36. EI inspector de Nikolái Gógol
37. Las sillas de Ionesco
38. Las bodas del hojalatero de John Singe
39. Los fusiles de la señora Carrar de Bertolt Brecht
40. España 1937, adaptación de poemas de Federico García Lorca, César Vallejo y Miguel Hernández
41. La muerte de un viajante de Arthur Miller
42. El Gesticulador de Rodolfo Usigli
43. Delito, condena y ejecución de una gallina de Manuel José Arce
44. Un enemigo del pueblo de Henrik Ibsen
45. Toma tu lanza, Sintana, Creación Colectiva del TPB
46. María Callas
47. Un tranvía llamado deseo de Tennessee Williams
48. I took Panama de Luis Alberto García
49. El rehén de Brendan Behan
50. ¿Quién le teme a Virginia Woolf? de Edward Albee
51. Los japoneses no esperan de Ricardo Talesnik
52. La dama de las camelias de Alejandro Dumas
53. La mujer del domingo de Ted Willis
54. Yo amo a Shirley de Willy Rusell
55. Mamá Colombia, creación colectiva sobre textos de Daniel Samper Pizano y Jaime Garzón
56. Escenas para aprender a amar de Ingmar Bergman
57. A Fanny lo que es de Fanny
58. Perfume de arrabal y tango